# Włodzimierz Dobrowolski (generał)
Włodzimierz Dobrowolski (ros. Владимир Михайлович Добровольский, Władimir Michajłowicz Dobrowolski, ur. 1834, zm. 1877) – rosyjski generał major pochodzenia polskiego.

## Życiorys
Ukończył Korpus Kadetów, Oficerską Szkołę Artylerii w Petersburgu. W 1859 ukończył Akademię Sztabu Generalnego. W 1862 szef sztabu naczelnika wojennego guberni radomskiej. Zaangażowany w ruch spiskowy przygotowujący wybuch powstania styczniowego. Po wpadce zdradził i wykazał wybitną gorliwość w walkach z polskimi powstańcami. Dowodził oddziałem wojsk rosyjskich w bitwie pod Małogoszczem. Poległ pod Plewną w czasie wojny rosyjsko-tureckiej 1877–1878, jako generał dowodząc brygadą piechoty.